# Список флейтов Российского императорского флота

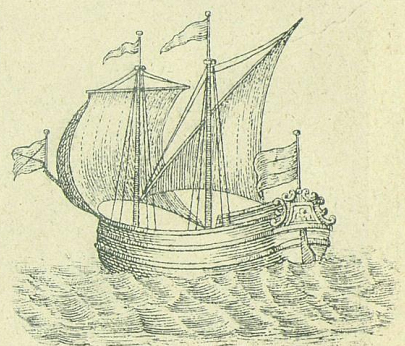
Флейт «Патриарх»

В список включены все парусные флейты, состоявшие на вооружении Российского императорского флота.
Флейты представляли собой двух- или трех-мачтовые транспортные суда, предназначавшиеся для военных перевозок, отличались хорошими мореходными качествами, высокой скоростью и большой вместимостью. В составе российского флота суда данного типа несли службу в первой половине XVIII века, входили в состав Балтийского флота и Каспийской флотилии. В составе флота находились как флейты, специально построенные для российского флота, так и суда, купленные для нужд флота у судовладельцев. Для самообороны на российские флейты могло быть установлено от четырёх до восьми орудий.

## Легенда
Список судов разбит на разделы по флотам и флотилиям, внутри разделов суда представлены в порядке очерёдности включения их в состав флота, в рамках одного года — по алфавиту. Ссылки на источники информации для каждой строки таблиц списка и комментариев, приведённых к соответствующим строкам, сгруппированы и располагаются в столбце Примечания.
- Размер — длина и ширина судна в метрах.
- Осадка — осадка судна (глубина погружения в воду) в метрах.
- Верфь — верфь постройки судна.
- Корабельный мастер — фамилия мастера, построившего судно.
- История службы — основные места и события.
- н/д — нет данных.

Сортировка может проводиться по любому из выбранных столбцов таблиц, кроме столбцов История службы и Примечания.

## Флейты Балтийского флота
В разделе приведены все флейты, входившие в состав Балтийского флота России.
| Наименование    | Ор. | Размер | Осадка | Эк. | Верфь | Мастер | Вх. | Вых. | История службы | Прим.                             |
| --------------- | --- | --- | --- | --- | --- | --- | --- | --- | --- | --------------------------------- |
| Вельком         | 8 | 22,6 x 6,8 | 2,6 | 27 | Олонецкая верфь | П. Корнилисен | 1703 | 1713 | В 1703 году ходил по реке Свирь. В 1704 году был переведён в Санкт-Петербург. Принимал участие в Северной войне. С 1704 по 1713 год использовался для доставки боеприпасов и провианта в приморские крепости и на суда флота, в 1705 году принимал участие в обороне Кроншлота, а в мае 1710 года — в походе к Выборгу. В августе 1713 года налетел на камни в проливе Биорке-зунд. | [ 2 ] [ 3 ]                       |
| Патриарх        | н/д | 22,6 x 6,8 | 2,6 | 29 | Сясьская верфь | В. Воутерсон | 1704 | н/д | Принимал участие в Северной войне. С 1704 по 1713 год использовался для доставки боеприпасов и провианта в приморские крепости и на суда флота, в мае 1710 года принимал участие в походе к Выборгу. | [ 4 ] [ 5 ]                       |
| Лаврентий       | Сведений о вооружении, конструкции и экипаже судна, а также времени, месте его постройки и корабельных мастерах не сохранилось      | Сведений о вооружении, конструкции и экипаже судна, а также времени, месте его постройки и корабельных мастерах не сохранилось      | Сведений о вооружении, конструкции и экипаже судна, а также времени, месте его постройки и корабельных мастерах не сохранилось      | Сведений о вооружении, конструкции и экипаже судна, а также времени, месте его постройки и корабельных мастерах не сохранилось      | Сведений о вооружении, конструкции и экипаже судна, а также времени, месте его постройки и корабельных мастерах не сохранилось      | Сведений о вооружении, конструкции и экипаже судна, а также времени, месте его постройки и корабельных мастерах не сохранилось      | Сведений о вооружении, конструкции и экипаже судна, а также времени, месте его постройки и корабельных мастерах не сохранилось | Сведений о вооружении, конструкции и экипаже судна, а также времени, месте его постройки и корабельных мастерах не сохранилось | В 1730 году использовался для перевозки грузов между портами Финского залива. | [ 6 ] [ 7 ] [ 8 ] [ 9 ]           |
| Дагерорт        | н/д | 27,5 x 7,3 | 3,4 | н/д | Олонецкая верфь | В. Фогель | 1725 | 1734 | C 1726 по 1733 год использовался для перевозки грузов между портами Финского залива. В 1734 году в качестве госпитального судна принимал участие в действиях флота под Данцигом. Осенью того же года в шхерах у Борго попал в сильный шторм и разбился. | [ 4 ] [ 10 ] [ 11 ]               |
| Дубки           | н/д | 27,5 x 7,3 | 3,4 | н/д | Олонецкая верфь | В. Фогель | 1725 | н/д | В 1726 году и с 1728 по 1730 год использовался для перевозки грузов между портами Финского залива. С июля по сентябрь 1727 года входил в состав отряда вице-адмирала Н. А. Сенявина, который доставил в Киль цесаревну Анну Петровну и герцога К. Ф. Гольштейн-Готторпского. | [ 10 ] [ 12 ] [ 13 ]              |
| Екатерингоф     | н/д | 27,5 x 7,3 | 3,4 | н/д | Олонецкая верфь | В. Фогель | 1725 | н/д | В 1726 году и с 1728 по 1733 год использовался для перевозки грузов между портами Финского залива. Весной 1727 года совершил плавание в Стокгольм, а с июля по сентябрь 1727 года входил в состав отряда вице-адмирала Н. А. Сенявина, который доставил в Киль цесаревну Анну Петровну и герцога К. Ф. Гольштейн-Готторпского. В 1734 году принимал участие в действиях флота под Данцигом, доставлял артиллерию и провиант для войск, осаждавших крепость. | [ 2 ] [ 10 ] [ 14 ]               |
| Киль            | н/д | 27,5 x 7,3 | 3,4 | н/д | Олонецкая верфь | В. Фогель | 1725 | н/д | В 1726, 1728, 1730 и 1732 годах использовался для перевозки грузов между портами Финского залива. с июля по сентябрь 1727 года входил в состав отряда вице-адмирала Н. А. Сенявина, который доставил в Киль цесаревну Анну Петровну и герцога К. Ф. Гольштейн-Готторпского. В 1729 году при переходе к острову Кильдин, из-за открывшейся течи зашел на ремонт в Берген, а после ремонта ушёл в Кронштадт. В 1731 году совершил плавание в Киль. | [ 10 ] [ 15 ] [ 16 ]              |
| Эзель           | н/д | 27,5 x 7,3 | 3,4 | н/д | Олонецкая верфь | В. Фогель | 1725 | н/д | В 1726, 1727, 1728, 1730, 1732 и 1733 годах использовался для перевозки грузов между портами Финского залива. В 1729 году при переходе к острову Кильдин, из-за открывшейся течи вернулся в Кронштадт на ремонт. В 1731 году совершил плавание в Киль. В 1734 году принимал участие в действиях флота под Данцигом, доставлял артиллерию и провиант для войск, осаждавших крепость. В 1735 году использовался для перевозки провианта из Риги в Кронштадт. | [ 10 ] [ 12 ] [ 17 ]              |
| Голштиния       | Сведений о вооружении, конструкции и экипажах судов, а также месте постройки и корабельных мастерах, их построивших, не сохранилось | Сведений о вооружении, конструкции и экипажах судов, а также месте постройки и корабельных мастерах, их построивших, не сохранилось | Сведений о вооружении, конструкции и экипажах судов, а также месте постройки и корабельных мастерах, их построивших, не сохранилось | Сведений о вооружении, конструкции и экипажах судов, а также месте постройки и корабельных мастерах, их построивших, не сохранилось | Сведений о вооружении, конструкции и экипажах судов, а также месте постройки и корабельных мастерах, их построивших, не сохранилось | Сведений о вооружении, конструкции и экипажах судов, а также месте постройки и корабельных мастерах, их построивших, не сохранилось | 1730 | 1732 | В 1730 году использовался для перевозки грузов между портами Финского залива. В 1731 году совершил плавание в Киль. В октябре 1731 году в районе Ревеля сел на мель, снять с мели флейт не удалось и весной следующего года он был разобран. | [ 6 ] [ 18 ] [ 19 ] [ 20 ]        |
| Екатерина       | Сведений о вооружении, конструкции и экипажах судов, а также месте постройки и корабельных мастерах, их построивших, не сохранилось | Сведений о вооружении, конструкции и экипажах судов, а также месте постройки и корабельных мастерах, их построивших, не сохранилось | Сведений о вооружении, конструкции и экипажах судов, а также месте постройки и корабельных мастерах, их построивших, не сохранилось | Сведений о вооружении, конструкции и экипажах судов, а также месте постройки и корабельных мастерах, их построивших, не сохранилось | Сведений о вооружении, конструкции и экипажах судов, а также месте постройки и корабельных мастерах, их построивших, не сохранилось | Сведений о вооружении, конструкции и экипажах судов, а также месте постройки и корабельных мастерах, их построивших, не сохранилось | 1730 | 1738 | С 1730 по 1733 год и в 1735 году использовался для перевозки грузов между портами Финского залива. В 1734 году принимал участие в действиях флота под Данцигом, доставлял осадную артиллерию для войск, осаждавших крепость. В 1736 году по пути из Ревеля в Архангельск на флейте открылась сильная течь и он был вынужден вернуться, после исправления перешёл в Колу, и только в 1737 году — в Архангельск. 5 (16) сентября 1738 года по пути из Архангельска в Кронштадт налетел на риф у полуострова Гангут и разбился.                                                                                      | [ 6 ] [ 21 ]                      |
| Петергоф        | Сведений о вооружении, конструкции и экипажах судов, а также месте постройки и корабельных мастерах, их построивших, не сохранилось | Сведений о вооружении, конструкции и экипажах судов, а также месте постройки и корабельных мастерах, их построивших, не сохранилось | Сведений о вооружении, конструкции и экипажах судов, а также месте постройки и корабельных мастерах, их построивших, не сохранилось | Сведений о вооружении, конструкции и экипажах судов, а также месте постройки и корабельных мастерах, их построивших, не сохранилось | Сведений о вооружении, конструкции и экипажах судов, а также месте постройки и корабельных мастерах, их построивших, не сохранилось | Сведений о вооружении, конструкции и экипажах судов, а также месте постройки и корабельных мастерах, их построивших, не сохранилось | 1732 | 1741 | В 1733 году использовался для перевозки грузов между портами Финского залива. В 1734 году начал участие в перехода отряда судов из Кронштадта в Архангельск, однако поход был отменен, и суда ушли в Ревель. В 1735 году перешёл из Ревеля в Архангельск, а в 1736 году — в Кронштадт. В 1739 году состоял на грузовых перевозках между Кронштадтом и Ревелем. 3 (14) октября 1741 года разбит волнами в Кронштадтской гавани во время шторма. | [ 6 ] [ 22 ]                      |
| Святой Иоанн    | Сведений о вооружении, конструкции и экипажах судов, а также месте постройки и корабельных мастерах, их построивших, не сохранилось | Сведений о вооружении, конструкции и экипажах судов, а также месте постройки и корабельных мастерах, их построивших, не сохранилось | Сведений о вооружении, конструкции и экипажах судов, а также месте постройки и корабельных мастерах, их построивших, не сохранилось | Сведений о вооружении, конструкции и экипажах судов, а также месте постройки и корабельных мастерах, их построивших, не сохранилось | Сведений о вооружении, конструкции и экипажах судов, а также месте постройки и корабельных мастерах, их построивших, не сохранилось | Сведений о вооружении, конструкции и экипажах судов, а также месте постройки и корабельных мастерах, их построивших, не сохранилось | 1732 | н/д | В 1733 и 1735 годах использовался для перевозки грузов между портами Финского залива. В 1734 году принимал участие в действиях флота под Данцигом, доставлял осадную артиллерию и провиант для войск, осаждавших крепость. | [ 23 ]                            |
| Сескар          | н/д | 36,6 x 8,1 | 3,7 | Сведений об экипажах судов, месте постройки и корабельных мастерах, эти суда построивших, не сохранилось                            | Сведений об экипажах судов, месте постройки и корабельных мастерах, эти суда построивших, не сохранилось                            | Сведений об экипажах судов, месте постройки и корабельных мастерах, эти суда построивших, не сохранилось                            | 1732 | 1735 | В 1733 и 1735 годах использовался для перевозки грузов между портами Финского залива. В 1734 году принимал участие в действиях флота под Данцигом, доставлял осадную артиллерию и провиант для войск, осаждавших крепость. В сентябре 1735 года разбился в районе Нарвы. | [ 23 ]                            |
| Соммерс         | н/д | 36,6 x 8,1 | 3,7 | Сведений об экипажах судов, месте постройки и корабельных мастерах, эти суда построивших, не сохранилось                            | Сведений об экипажах судов, месте постройки и корабельных мастерах, эти суда построивших, не сохранилось                            | Сведений об экипажах судов, месте постройки и корабельных мастерах, эти суда построивших, не сохранилось                            | 1732 | 1742 | В 1733 и 1735 годах использовался для перевозки грузов между портами Финского залива. В 1734 году принимал участие в действиях флота под Данцигом, доставлял осадную артиллерию и провиант для войск, осаждавших крепость. В 1736 году вышел в плавание из Ревеля в Архангельск, но из-за открывшейся течи вернулся обратно, после ремонта ушёл в Колу, и только в 1737 году — в Архангельск. В 1738 году перешёл из Архангельска в Кронштадт. Принимал участие в русско-шведской войне 1741—1743 годов, использовался для доставки грузов на суда эскадры. 18 (29) июля 1742 года был захвачен шведскими судами. | [ 23 ] [ 24 ] [ 25 ]              |
| Лавенсар        | Сведений о вооружении, конструкции и экипажах судов не сохранилось                                                                  | Сведений о вооружении, конструкции и экипажах судов не сохранилось                                                                  | Сведений о вооружении, конструкции и экипажах судов не сохранилось                                                                  | Сведений о вооружении, конструкции и экипажах судов не сохранилось                                                                  | Олонецкая верфь | А. Чихачев | 1734 | 1739 | С 1735 по 1739 год использовался для перевозки грузов между портами Финского залива. 20 сентября (1 октября) 1739 года по пути из Ревеля в Кронштадт налетел на мель в районе острова Лавенсари и разбился. | [ 18 ] [ 6 ] [ 19 ] [ 21 ] [ 26 ] |
| Наргин          | Сведений о вооружении, конструкции и экипажах судов не сохранилось                                                                  | Сведений о вооружении, конструкции и экипажах судов не сохранилось                                                                  | Сведений о вооружении, конструкции и экипажах судов не сохранилось                                                                  | Сведений о вооружении, конструкции и экипажах судов не сохранилось                                                                  | Олонецкая верфь | А. Чихачев | 1734 | 1743 | В 1735 по 1736 годах использовался для перевозки грузов между портами Финского залива. В 1737 году ушёл в Архангельск и до 1743 года состоял при Архангельском порте. 25 июня (6 июля) 1743 года при перевозке грузов из Соломбалы на борт корабля «Екатерина», находившемся на Архангельском рейде, был выброшен на Двинский бар налетевшим шквалом, сломал киль и затонул. | [ 23 ] [ 26 ] [ 27 ]              |
| Архангел Михаил | Сведений о вооружении, конструкции и экипажах судов не сохранилось                                                                  | Сведений о вооружении, конструкции и экипажах судов не сохранилось                                                                  | Сведений о вооружении, конструкции и экипажах судов не сохранилось                                                                  | Сведений о вооружении, конструкции и экипажах судов не сохранилось                                                                  | Быковская верфь | Сведений о корабельных мастерах не сохранилось                                                                                      | 1735 | 1749 | В 1736—1736 годах перешёл из Архангельска в Кронштадт. В 1738 году ушёл обратно в Архангельск с учениками Морской академии на борту. С 1739 по 1749 год состоял при Архангельском порте, при этом в 1741 и 1742 годах доставлял грузы в Екатерининскую гавань на зимовавшие там суда. 15 (26) июня 1743 года при перевозке грузов из Соломбалы на борт корабля «Фридемакер», находившемся на Архангельском рейде, был выброшен на Двинский бар налетевшим шквалом, однако полученные повреждения были исправлены. Разобран в Архангельске.                                                                        | [ 18 ] [ 23 ] [ 27 ]              |
| Эзель           | Сведений о вооружении, конструкции и экипажах судов не сохранилось                                                                  | Сведений о вооружении, конструкции и экипажах судов не сохранилось                                                                  | Сведений о вооружении, конструкции и экипажах судов не сохранилось                                                                  | Сведений о вооружении, конструкции и экипажах судов не сохранилось                                                                  | Быковская верфь | Сведений о корабельных мастерах не сохранилось                                                                                      | 1736 | н/д | В 1737 году перешёл из Архангельска в Кронштадт. В 1739 году использовался для перевозки грузов между Кронштадтом и Ревелем. | [ 18 ] [ 23 ]                     |
| Дагерорт        | Сведений о вооружении, конструкции и экипажах судов не сохранилось                                                                  | Сведений о вооружении, конструкции и экипажах судов не сохранилось                                                                  | Сведений о вооружении, конструкции и экипажах судов не сохранилось                                                                  | Сведений о вооружении, конструкции и экипажах судов не сохранилось                                                                  | Быковская верфь | Сведений о корабельных мастерах не сохранилось                                                                                      | 1736 | 1742 | В 1737 году перешёл из Архангельска в Кронштадт, а затем в Ревель. В 1738 году ушёл из Ревеля в Архангельск, где состоял при Архангельском порте, при этом в 1741 и 1742 годах доставлял грузы в Екатерининскую гавань на зимовавшие там суда. В сентябре 1742 года сел на камни в Кольском заливе, в результате чего повредил киль и затонул. | [ 18 ] [ 23 ] [ 28 ]              |
| Красная Горка   | Сведений о вооружении, конструкции и экипажах судов не сохранилось                                                                  | Сведений о вооружении, конструкции и экипажах судов не сохранилось                                                                  | Сведений о вооружении, конструкции и экипажах судов не сохранилось                                                                  | Сведений о вооружении, конструкции и экипажах судов не сохранилось                                                                  | Олонецкая верфь | Сведений о корабельных мастерах не сохранилось                                                                                      | 1748 | н/д | Сведений о плаваниях судов не сохранилось. | [ 23 ]                            |
| Соммерс         | Сведений о вооружении, конструкции и экипажах судов не сохранилось                                                                  | Сведений о вооружении, конструкции и экипажах судов не сохранилось                                                                  | Сведений о вооружении, конструкции и экипажах судов не сохранилось                                                                  | Сведений о вооружении, конструкции и экипажах судов не сохранилось                                                                  | Олонецкая верфь | Сведений о корабельных мастерах не сохранилось                                                                                      | 1748 | н/д | Сведений о плаваниях судов не сохранилось. | [ 23 ]                            |
| Новопостроенный | Сведений о вооружении, конструкции и экипажах судов не сохранилось                                                                  | Сведений о вооружении, конструкции и экипажах судов не сохранилось                                                                  | Сведений о вооружении, конструкции и экипажах судов не сохранилось                                                                  | Сведений о вооружении, конструкции и экипажах судов не сохранилось                                                                  | Быковская верфь | Сведений о корабельных мастерах не сохранилось                                                                                      | 1756 | н/д | В 1757 году перешёл из Архангельска в Кронштадт, при этом по дороге заходил в Копенгаген, где взял на борт пассажиров и «зверя, именуемого тигра» для Елизаветы Петровны. В 1758 году доставил в Архангельск орудия для строящихся судов. В 1761 году перешёл из Архангельска в Ревель. В 1762 году перевозил войска из Кольберга и Пиллау в Кронштадт. | [ 18 ] [ 23 ] [ 29 ]              |

## Флейты Каспийской флотилии
В разделе приведены все флейты, входившие в состав Каспийской флотилии России. Сведений о вооружении флейтов и корабельных мастерах, изготовивших эти суда, не сохранилось.
| Название  | Размер                                                 | Осадка                                                 | Эк.                                                    | Верфь           | Вх.  | Вых. | История службы | Прим. |
| --------- | ------------------------------------------------------ | ------------------------------------------------------ | ------------------------------------------------------ | --------------- | ---- | ---- | --- | ----- |
| 5 флейтов | 29,6 x 7,6                                             | 2,6                                                    | 33                                                     | Казанская верфь | 1705 | 1719 | Выходили в плавания в Каспийское море и по Волге. В 1707 году суда готовились для участия в подавлении Булавинского восстания. Разобраны в Астрахани. | [ 4 ] |
| 2 флейта  | Сведений о размерах судов и их экипажах не сохранилось | Сведений о размерах судов и их экипажах не сохранилось | Сведений о размерах судов и их экипажах не сохранилось | Казанская верфь | 1713 | 1719 | Выходили в плавания в Каспийское море и по Волге. После 1719 года были разобраны.                                                                     | [ 4 ] |

### Комментарии
1. ↑  Назван в честь прибытия на Олонецкую верфь 15 (26) августа 1703 года А. Д. Меншикова. Наименование образовано от голландского добрый приезд или добро пожаловать.
2. ↑  Два 18-фунтовых и шесть 3-фунтовых орудий.
3. 1 2 3 4 5  Флейты «Дагерорт», «Дубки», «Екатерингоф», «Киль» и «Эзель» строились по одному проекту, тип «Дагерорт».
4. 1 2  Указан вероятный год постройки, точное время постройки судов не установлено.
5. ↑  Указан год покупки судна.